# 落居駅
落居駅（おちいえき）は、山梨県西八代郡市川三郷町落居にある、東海旅客鉄道（JR東海）身延線の駅である。

## 歴史
- 1930年（昭和5年）6月1日：富士身延鉄道の落居停留場（旅客駅）として開業[1][2]。
- 1938年（昭和13年）10月1日：富士身延鉄道を鉄道省（国鉄の前身）が借上げ[1][2]。同時に落居駅に昇格[2]。
- 1941年（昭和16年）5月1日：国有化、鉄道省身延線の駅となる[1]。
- 1987年（昭和62年）4月1日：国鉄分割民営化に伴い、JR東海の駅となる[1][2]。

## 駅構造
単式ホーム1面1線のみを有する地上駅。線路は南西から北東に走っておりホームは線路の北西側に設けられている。この駅は開業当初からの無人駅であるので駅舎は無く、ホームから外に出る際には、ホーム鰍沢口方端附近から脇に階段が降りているのでこれを使う。ホームの上には独立したトイレが一棟、木造の待合所が一棟設けられているが自動券売機等は設置されていないので当駅で切符を購入することは出来ない。身延駅管理。
当駅 - 鰍沢口駅間にある割石トンネルは割石峠の下をくぐるもので、840.4mの長さがある。

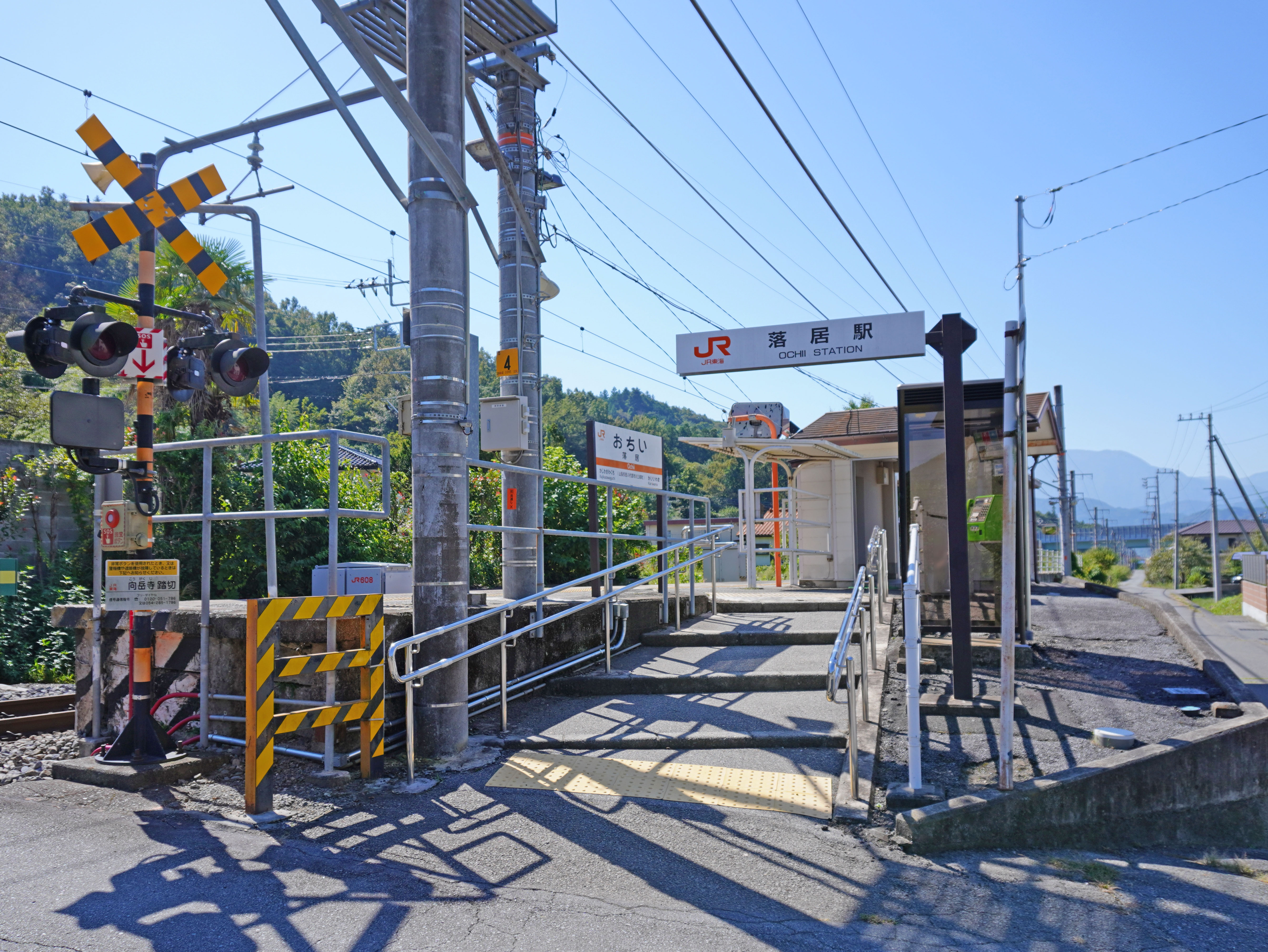
駅出入口（2022年10月）
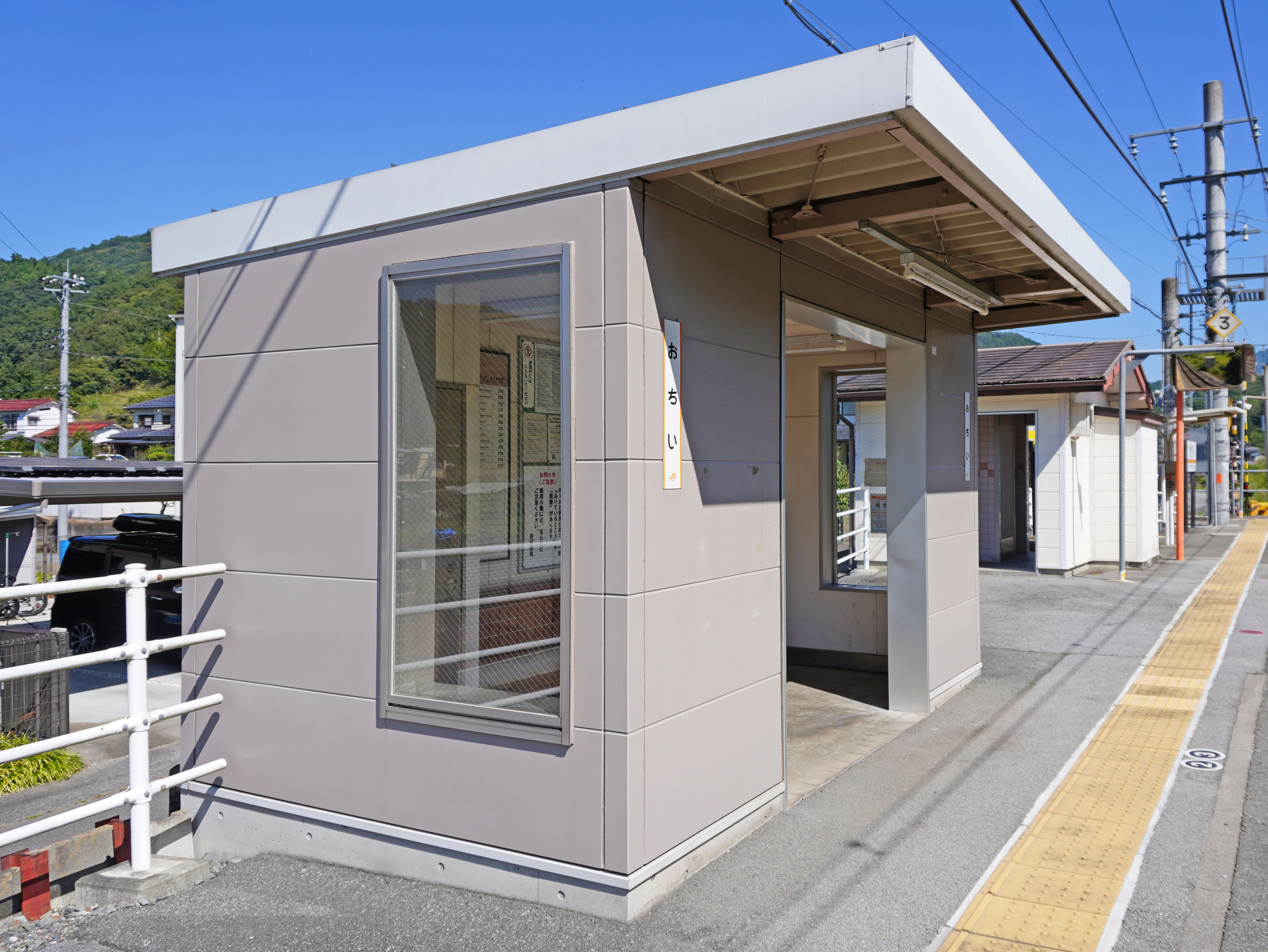
待合所外観（2022年10月）
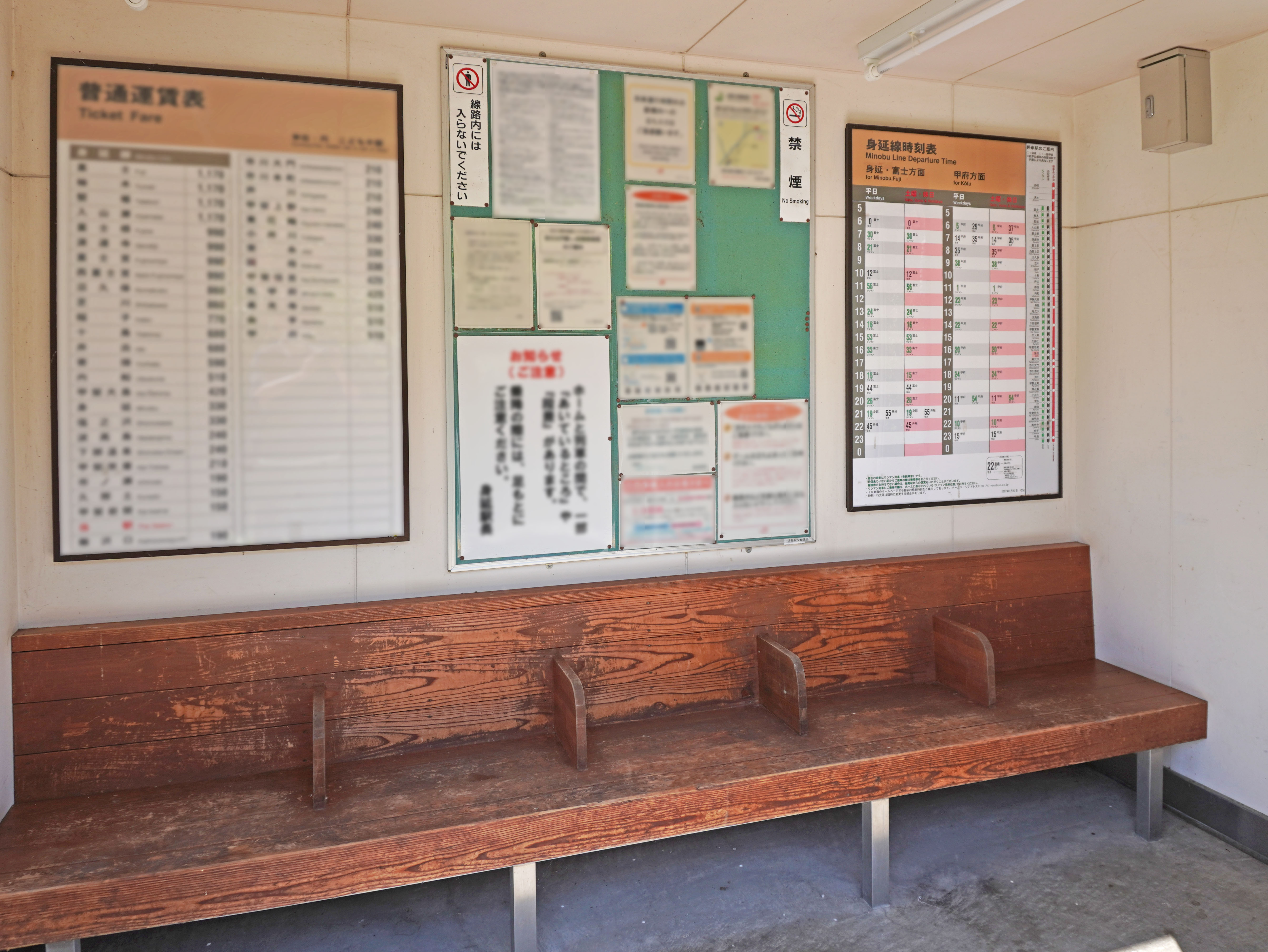
待合室（2022年10月）

## 利用状況
| 平均乗車人員 | 平均乗車人員 |
| ------------ | ------------ |
| 1950年       | 174          |
| 1965年       | 262          |
| 2005年       | 48           |
| 2006年       | 37           |
| 2007年       | 39           |
| 2008年       | 39           |
| 2009年       | 37           |
| 2010年       | 40           |
| 2011年       | 39           |
| 2012年       | 43           |
| 2013年       | 38           |
| 2014年       | 36           |
| 2015年       | 31           |
| 2016年       | 35           |
| 2017年       | 32           |
| 2018年       | 28           |

- 1950年の乗車客数は63,590人（1日平均およそ174人）
- 1965年の乗車客数は95,630人（1日平均およそ262人）
- 2005年の乗車客数は17,527人（1日平均およそ48人）
- 2006年の乗車客数は13,563人（1日平均およそ37人）
- 2007年の乗車客数は14,528人（1日平均およそ39人）
- 2008年の乗車客数は14,262人（1日平均およそ39人）
- 2009年の乗車客数は13,404人（1日平均およそ37人）
- 2010年の乗車客数は14,591人（1日平均およそ40人）
- 2011年の乗車客数は14,091人（1日平均およそ39人）

## 駅周辺
山田川に沿って民家が散在する中にある駅である。駅附近では山梨県道9号市川三郷身延線がこの山田川に沿って走っており、山田川は甲斐岩間駅の西300m程の場所で富士川に合流している。富士川は落居駅から見ると北西1kmの、峠を越した場所を流れている。
駅を出てすぐの所にあるのが光岳寺踏切であるが、この踏切を渡りすぐの所に曹洞宗滝沢山光岳寺の山門がある。県道から光岳寺に向かう参道の途中に、身延線の線路が走り当駅が設置されていることとなる。
駅の北東300m程の所にある山田の集落で、毎年1月14日の道祖神祭に伴って行われる「山田の神楽獅子」は、古く京都から持ち帰られたものと伝わり、山梨県指定の無形民俗文化財に指定されている。

### バス路線
山梨県道9号市川三郷身延線沿いに「落居駅入口」停留所がある。市川三郷町コミュニティバスが運行している。
- 鰍沢口駅 / つむぎの湯

## 隣の駅
東海旅客鉄道（JR東海）
CC 身延線
甲斐岩間駅 - 落居駅 - 鰍沢口駅